# هاروی منزفیلد
هاروی کلفلین منزفیلد (انگلیسی: Harvey Mansfield) (متولد ۱۹۳۲) استاد ویلیلم کنن حکومت در دانشگاه هاروارد از ۱۹۶۲ تا کنون است. او فلوشیپ‌هایی از گوگنهایم و موقوفه ملی برای علوم انسانی داشته و عضو پیوستهٔ مرکز ملی علوم انسانی بوده‌است. او عضو پیوستهٔ ارشد انستیتو هوور دانشگاه استنفورد است. او به خاطر مواضع عموماً محافظه کارانه اش در مسایل سیاسی شهره است.
منزفیلد نویسنده و از مترجمین مطالعاتی از فلاسفهٔ سیاسی چون ارسطو، ادموند برک، نیکولو ماکیاولی، الکسی دو توکویل، و تامس هابز، است. منسفیلد در مصاحبه‌ها آثار لئو اشتراوس را بر فلسفه سیاسی خود اثرگذار دانسته‌است.
از جمله شاگردان او عبارتند از: اندرو سالیوان، الن کیز، بیل کریستول فرانسیس فوکویاما، و شن تانگ.